# 洋楽天国
『洋楽天国』（ようがくてんごく）は、テレビ神奈川（tvk）制作の同局などで放送されている洋楽情報番組である。姉妹番組にあたる『洋楽天国PREMIUM R45』（ようがくてんごくぷれみあむあーるよんじゅうご）および『洋楽天国EXXTRA』（ようがくてんごくえくすとら）についても、この項で取り上げる。

## 概要
- 毎週、洋楽の最新情報をインタビュー、MV、ライブ映像を交えて最新の洋楽情報を提供する。
- 毎回、週変わりで洋楽バンドの一人がMCを務める。
- 2017年3月27日の放送をもって終了。後番組は「ミュートマ2」。「ミュートマ2」月曜日で洋楽コーナーが引き継がれていたが、2018年4月に「洋楽天国+」に移行された。（ただし、4月以降も「ミュートマ2」で洋楽のMVが流れる事がある）
- 「洋楽天国」は放送終了したが、「洋楽天国EXXTRA」と「洋楽天国+」は2018年4月以降も放送を続けている。

### 放送終了時のネット局
- テレビ神奈川（制作局） 月曜日24:00 - 24:30
- 群馬テレビ 月曜日24:00 - 24:30（※1週遅れ）
- とちぎテレビ 月曜日22:30 - 23:00

## 洋楽天国PREMIUM R45
- 洋楽天国の姉妹番組であり、R45の名前の通り中年層を対象にした選曲をする。上記のような情報番組ではなく、洋楽のPVをひたすら流しているためCMを挟む以外はフィラー番組的な内容に近い。テーマ別に選曲されたり、リクエスト特集も企画されている。2016年9月27日の放送をもって番組終了。後番組は「洋楽天国+」。
- 中年層を対象としているために80-90年代のヒット曲を主に流されたが、稀に最近のヒット曲が流れたり特集が組まれる事もあった。
- 12月のクリスマス時期にはクリスマス・スペシャルとしてクリスマスソングを特集するが、必ずと言っていいほど、『ラスト・クリスマス』（ワム!）、『ハッピー・クリスマス（戦争は終った）』（ジョン・レノン&オノ・ヨーコ）[1]、『恋人たちのクリスマス』（マライア・キャリー）が取り上げられている。
- デヴィッド・ボウイ、プリンスが亡くなった時には別枠で追悼特集が放送された。
- オープニングのタイトルコールはジョン・カビラが務めている。

### 放送終了時のネット局
- tvk（制作局）　火曜日 24:00 - 24:30
- KBS京都　木曜日 25:00 - 25:30
- テレビ西日本　木曜日 27:10 - 27:40（2014年4月1日 - 、2014年9月30日までは火曜日 26:05 - 26:35に放送）

過去のネット局
- テレビ高知（2009年10月6日 - 2011年3月18日）
- 仙台放送（2012年3月29日、10月25日 - 12月20日）

## 洋楽天国EXXTRA → 洋楽天国EXXTRA30
- 同じく洋楽天国の姉妹番組、基本的に1つのテーマを特集してお送りする。MCは奥浜レイラ（2014年7月 - ）。
- またスポーツ中継番組が天候不良等で放送中止になった際には、曜日・時刻を問わず雨傘番組扱いで、また他番組の都合や編成の関係で番組枠に穴が出る場合に穴埋めとして放送されることも多い。この際はMVを中心とした構成で、放送時間も基本55分枠となる（例外もあり）。
- 2018年4月以降は毎週水曜日20時からの60分番組に変更された。ただし、15分時代の再放送も放送される事がある。
- 2025年4月2日より「洋楽天国EXXTRA30」に改題し、30分番組として週2回放送される形式に変更された[2]。

### ネット局
- tvk（制作局）毎週月・水曜日 7:00 - 7:30（2025年4月2日 - ）

過去の放送時間
- tvk（制作局）毎週水曜日 20:00 - 21:00

過去のネット局
- 仙台放送（2014年2月3日 - 3月31日）

## 洋楽天国+
- 2016年10月4日から放送が始まった洋楽天国の姉妹番組。
- 前番組と違って最新のMVや話題の作品が中心となるが、古いMVが流れる事も多い。
- 制作局のテレビ神奈川では音楽缶と共にイレギュラーで再放送される事がある。
- 2018年4月の放送からはミュートマ2月曜日の洋楽コーナーが丸々移行され、最新のMV放映の他にインタビューやレディビアード[3]によるMV紹介コーナーが放送されている。

### ネット局
- tvk（制作局）月曜日 24:00 - 24:30、土曜日 22:00 - 22:30（2021年6月26日より「水溜りボンドの○○いくってよ」の代替[4]）
- KBS京都　月曜日 25:30 - 26:00
- サンテレビ　水曜日（火曜日深夜） 0:30 - 1:00（2024年4月17日（16日深夜） - ）
- テレビ西日本　水曜日 27:20 - 27:50
- とちぎテレビ　木曜日 24:00 - 24:30（2017年4月6日～）
- テレビ金沢　日曜日 25:40 - 26:10（開始時期不明 - 2020年3月30日（29日深夜）、2020年6月26日（25日深夜） - 2021年4月9日（8日深夜））
- 北海道放送　日曜日 25:28 - 25:55→金曜日 26:25 - 26:55（開始時期不明 - 2021年4月18日（19日深夜）、2021年10月 - 2022年10月1日（9月30日深夜））

単発放送局
- サンテレビで2019年2月17日20:00に、テレビ北海道で3月2日12:30、山陽放送で3月9日14:00、テレビ信州で3月9日15:30、千葉テレビで3月9日19:00、新潟テレビ21で3月22日24:20にQUEEN特集回が単発放送された。